# Sophronica rubida
Sophronica rubida là một loài bọ cánh cứng trong họ Cerambycidae.